# Susan Whetnall
Susan Whetnall (11 de diciembre de 1942) es una deportista británica que compitió en bádminton para Inglaterra en las modalidades individual, dobles y dobles mixto.
Ganó ocho medallas en el Campeonato Europeo de Bádminton entre los años 1968 y 1976.

## Palmarés internacional
| Representando a Inglaterra |                           |                   |              |
| Campeonato Europeo         |                           |                   |              |
| Año                        | Lugar                     | Medalla           | Prueba       |
| 1968                       | Bochum (RFA)              | Medalla de oro    | Dobles       |
| 1968                       | Bochum (RFA)              | Medalla de oro    | Dobles mixto |
| 1970                       | Port Talbot (Reino Unido) | Medalla de oro    | Dobles       |
| 1970                       | Port Talbot (Reino Unido) | Medalla de oro    | Dobles mixto |
| 1974                       | Viena (Austria)           | Medalla de plata  | Dobles       |
| 1974                       | Viena (Austria)           | Medalla de plata  | Dobles mixto |
| 1976                       | Dublín (Irlanda)          | Medalla de oro    | Dobles       |
| 1976                       | Dublín (Irlanda)          | Medalla de bronce | Individual   |